# Trigonostemon sunirmalii
Trigonostemon sunirmalii là một loài thực vật có hoa trong họ Đại kích. Loài này được Chakrab. & N.P.Balakr. miêu tả khoa học đầu tiên năm 1984.